# Раздольный (Челябинская область)
Раздольный — упразднённый посёлок в Кунашакском районе Челябинской области России. На момент упразднения входил в состав Буринского сельсовета. Упразднён в 1995 году.

## География
Располагался в северной части района, на расстоянии примерно 2 километров (по прямой) к юго-востоку от села Новобурино.

## История
Возник как одно из производственных отделений совхоза «Бурино». Решением Челябинского облисполкома от 8.07.1975 года вновь возникшему населённому пункту при животноводческой ферме № 3 совхоза «Бурино» присвоено наименование — посёлок Раздольный.
В 1980-е годы в поселке размешалась бригада 4-го отделения совхоза.
Исключен из учётных данных постановлением областной думы № 307 от 21.12.1995 г.

## Население
| 1977 | 1983 |
| ---- | ---- |
| 134  | ↘75  |